# Ana María Abascal y Calabria
Ana María Abascal y Calabria (Bilbao, 27 de marzo de 1935) fue una política española, diputada por Toledo en el Congreso de los Diputados entre 1982 y 1986 tras presentarse en la provincia en la lista del PSOE.

## Biografía
Nació en Bilbao, aunque a los trece años se mudó con su familia a Toledo. Contrajo matrimonio con Guillermo Gutiérrez y tuvo cuatro hijos.
Estuvo viviendo tres años en Alemania, donde trabajó en la industria de turbinas de aviones a reacción.

## Carrera política
Militante del PSOE, Abascal fue secretaria de organización del partido en Toledo durante la década de los 80. 
Se presentó como candidata a las elecciones generales de 1982 por Toledo, siendo la primera mujer en salir elegida como diputada por Castilla-La Mancha. Fue parlamentaria durante la II Legislatura, entre 1982 y 1986.
Durante dicha legislativa en el Congreso de los Diputados ostento los siguientes cargos:
- Vocal Comisión de Política Social y de Empleo desde el 27/07/1983 al 23/04/1986
- Vocal Comisión de Control Parlamentario sobre RTVE desde el 02/12/1982 al 15/02/1984
- Vocal Comisión del Defensor del Pueblo desde el 02/12/1982 al 23/04/1986
- Vocal Comisión Especial de Estudio para la Reforma de la Legislación de Arrendamientos Urbanos desde el 11/05/1983 al 31/03/1984